# هوریچیو لاماس
هوریچیو لاماس (انگلیسی: Horacio Llamas؛ زادهٔ ۱۷ ژوئیهٔ ۱۹۷۳) بازیکن بسکتبال اهل مکزیک است.
از باشگاه‌هایی که در آن بازی کرده‌است می‌توان به فینیکس سانز اشاره کرد.